# Sri Jayawardenepura Kotte
Sri Jayawardenepura Kotte (tiếng Sinhala: ශ්‍රී ජයවර්ධනපුර කෝට්ටේ, tiếng Tamil: ஸ்ரீ ஜயவர்த்தனபுரம் கோட்டை) còn gọi là Kotte, là thủ đô hành chính của Sri Lanka. Thành phố này nằm phía đông kề với thủ đô thương mại Colombo, nên còn được gọi là Thủ đô mới. Quốc hội Sri Lanka đã được dời về đây từ khi khánh thành tòa nhà quốc hội mới ngày 29 tháng 4 năm 1982. Sri Jayewardenapura-Kotte có 115.826 dân vào năm 2001, diện tích 17 km², mật độ dân số 3.300 người/km².